# Sao xung Con Cua
Sao xung Con Cua (PSR B0531+21) là một sao neutron tương đối trẻ. Đây là ngôi sao nằm giữa tinh vân Con Cua, một tàn tích siêu tân tinh của SN 1054, được quan sát ở nhiều nơi trên Trái Đất từ năm 1054. Khám phá vào năm 1968, sao xung này lần đầu tiên được liên hệ với tàn tích siêu tân tinh.
Các quan sát quang học cho thấy ngôi sao xung này nhấp nháy 30 lần mỗi giây, với thời gian nháy (chu kỳ tự quay) khoảng 30 phần nghìn giây.
|  |